# Ківі (фрукт)
Ківі — молодий фрукт, що з'явився тільки в середині XIX століття в результаті окультурення актинідії приємної Actinidia deliciosa, ліани з роду актинідієвих садівником-аматором із Нової Зеландії Олександром Еллісоном.

## Історія

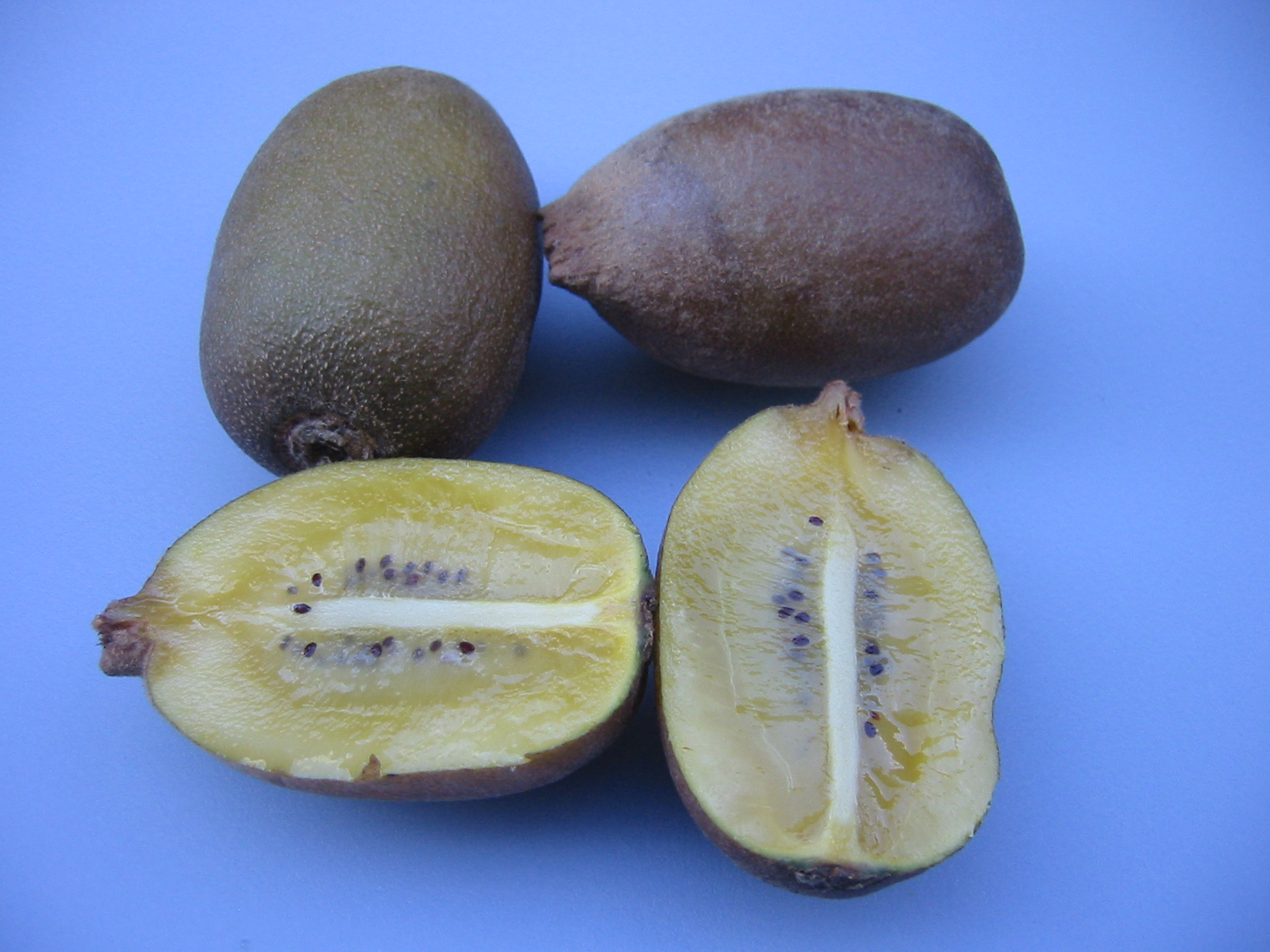
Ківі Actinidia chinensis

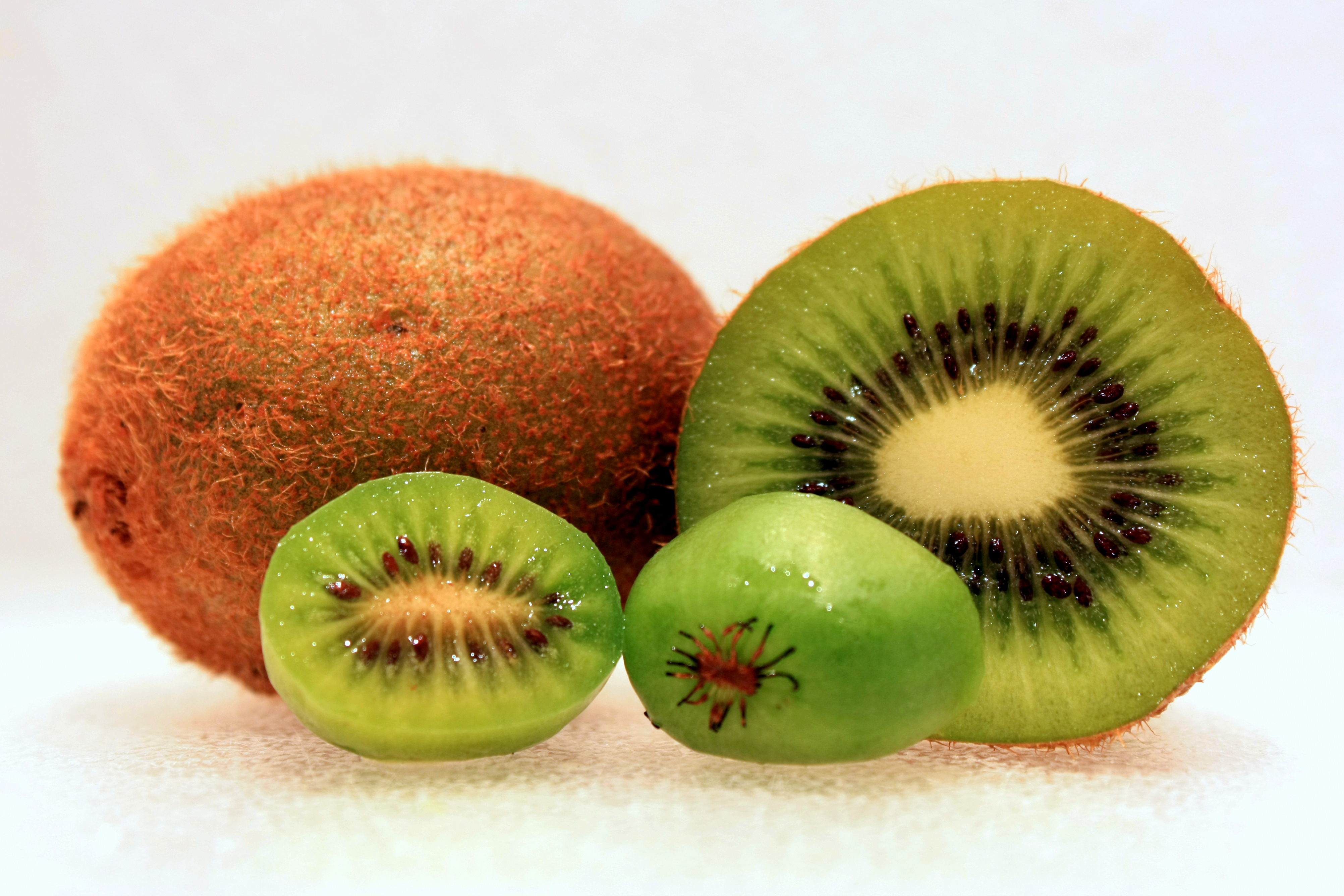
Ківі Actinidia deliciosa та Actinidia arguta

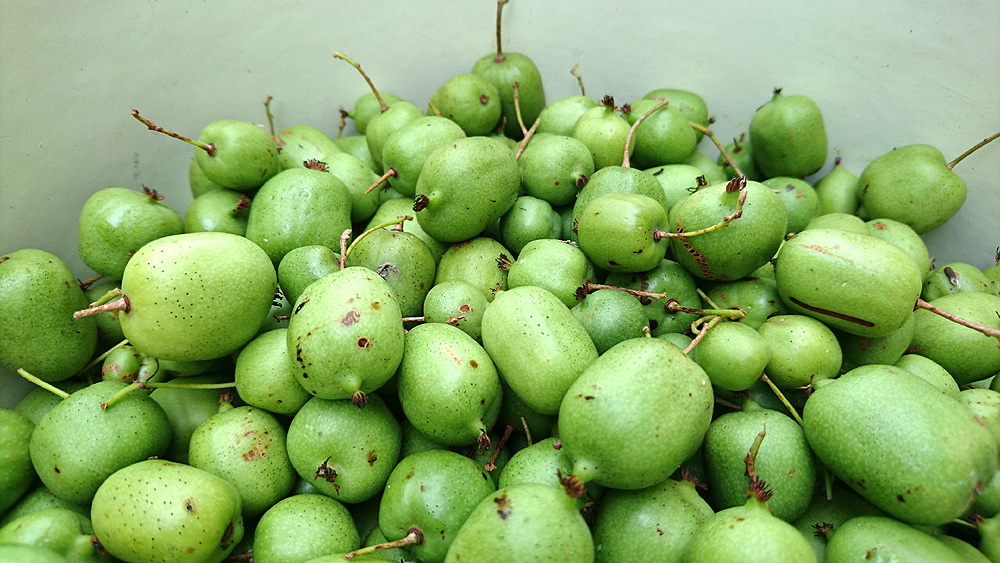
Ківі Actinidia kolomikta

Виведений із двох жіночих і одної чоловічої особини Actinidia deliciosa в Новій Зеландії сорт Hayward наразі найпопулярніший серед виробників цих фруктів для експорту. 1959 року фрукту створили ім'я ківі, під яким його стали продавати на ринку США. До цього його називали китайський аґрус.
Наразі ведуться роботи над іншим видом актинідії китайської (Actinidia chinensis), що має менш волохату шкірку та кращий смак.
Також вирощують морозостійку рослину актинідію аргуту (Actinidia arguta), яку можна вирощувати в Україні. Плід цієї рослини розміром з аґрус, шкірка зовсім без волосинок. Подальша селекція саме цього виду має великий комерційний потенціал. Наразі в Одеській області в Біляївському районі знаходиться найбільша (16,5 га) в Європі промислова плантація актинідії аргута або мініківі.

Ще одним потенційно успішним видом ківі може стати актинідія коломікта (Actinidia kolomikta). Іван Володимирович Мічурін писав:
Можна з упевненістю сказати, що в майбутньому актинідія у нас займе одне з першорозрядних місць в числі плодових рослин нашого краю, здатних за якістю своїх плодів зовсім витіснити виноград ... не тільки замінити його у всіх видах споживання, але далеко перевершити його за якістю своїх плодів...»
Використання в їжі ківі розширюється також на несолодкі страви, як-от гамбургери, печеню тощо.

## Опис
Плоди ківі мають зелений колір і багато маленьких насінин, що специфічно розташовані. Смак  можна описати як щось середнє між аґрусом і полуницею. Фрукт дуже багатий на вітаміни, особливо А, В, С, мінеральні солі, а також дубильні речовини та ферменти, що розчиняють білок. Один ківі на день — це добова норма вітаміну С, який зміцнює імунну систему, кровоносні судини, підвищує опір організму до різних інфекцій і допомагає організму боротися зі стресами. Ківі містить багато магнію, мінеральних солей (калію) і клітковину, яка нормалізує травлення.
В одній ягоді ківі середнього розміру міститься: 75 мг вітаміну С, 0,3—0,4 г жиру, 11 г вуглеводів, 1 г білка, 2,6 г клітковини, 4 мг натрію. Калорійність — 46 калорій.[джерело?]

## Цікаві факти
- Дослідники Бейлорського університету в Далласі ретельно вивчали властивості 27 продуктів, щоб установити, які фрукти найкорисніші для нашого організму. У результаті фахівці відзначили, що ківі є найкориснішим плодом.
- Рослина, яку ми знаємо як ківі, була відкрита в Китаї понад 700 років тому і її плоди довгий час називали «китайським аґрусом». Перша згадка про ківі на Заході припадає на 1847 рік, а вже 1906 року Актинідія Китайська була успішно введена в культуру в Новій Зеландії, яка до сьогодні є найбільшим експортером цих корисних фруктів (з ботанічної точки зору правильно — ягід).
- В Україні, Закарпатській області в місті Ужгород Генріх Стратон вивів новий морозостійкий сорт актинідії китайської (Actinidia chinensis) «Карпат Стратона Валентайн»[7], який внесений у реєстр Державної Ветеринарної Фітосанітарної служби України[8].

## Галерея

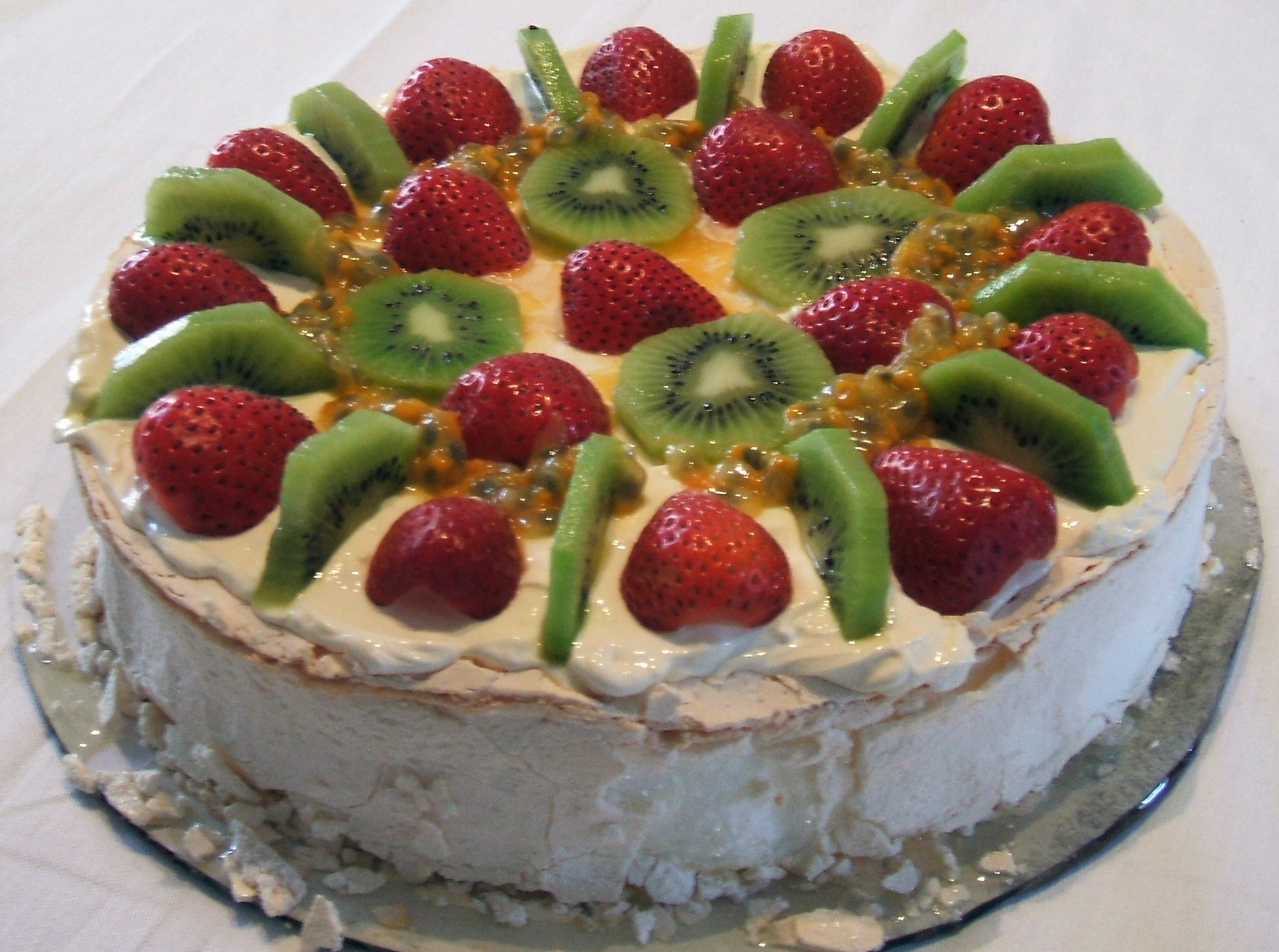
Торт із ківі
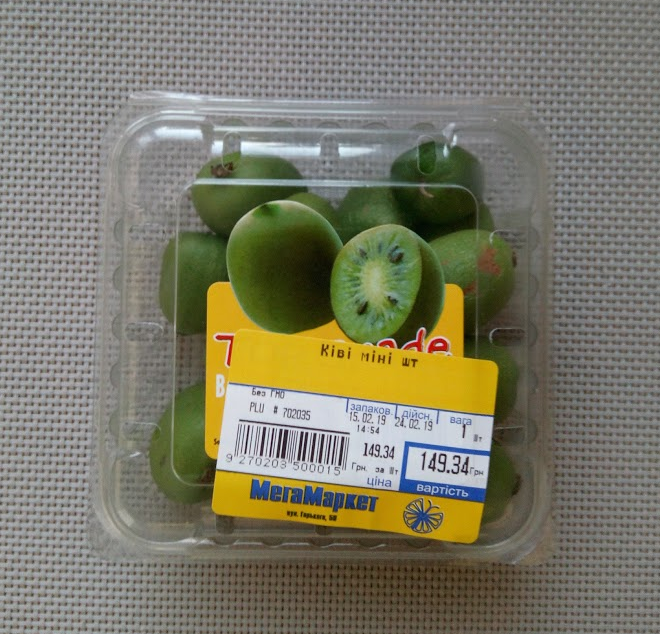
Продаж чилійських міні-ківі в Україні
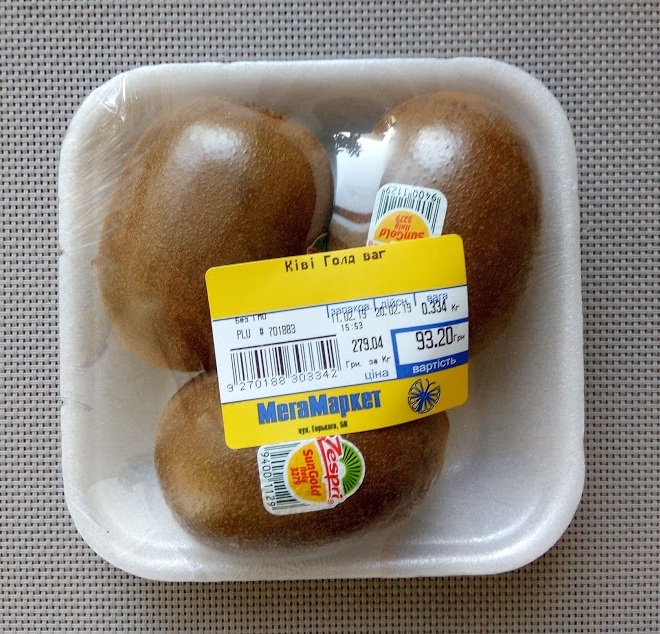
Упаковка австралійських ківі «Голд» в Україні
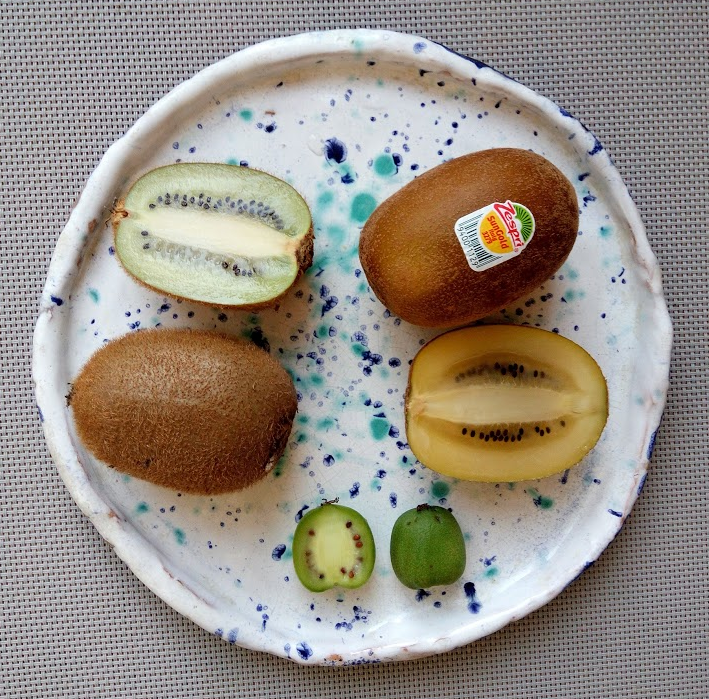
Три види ківі
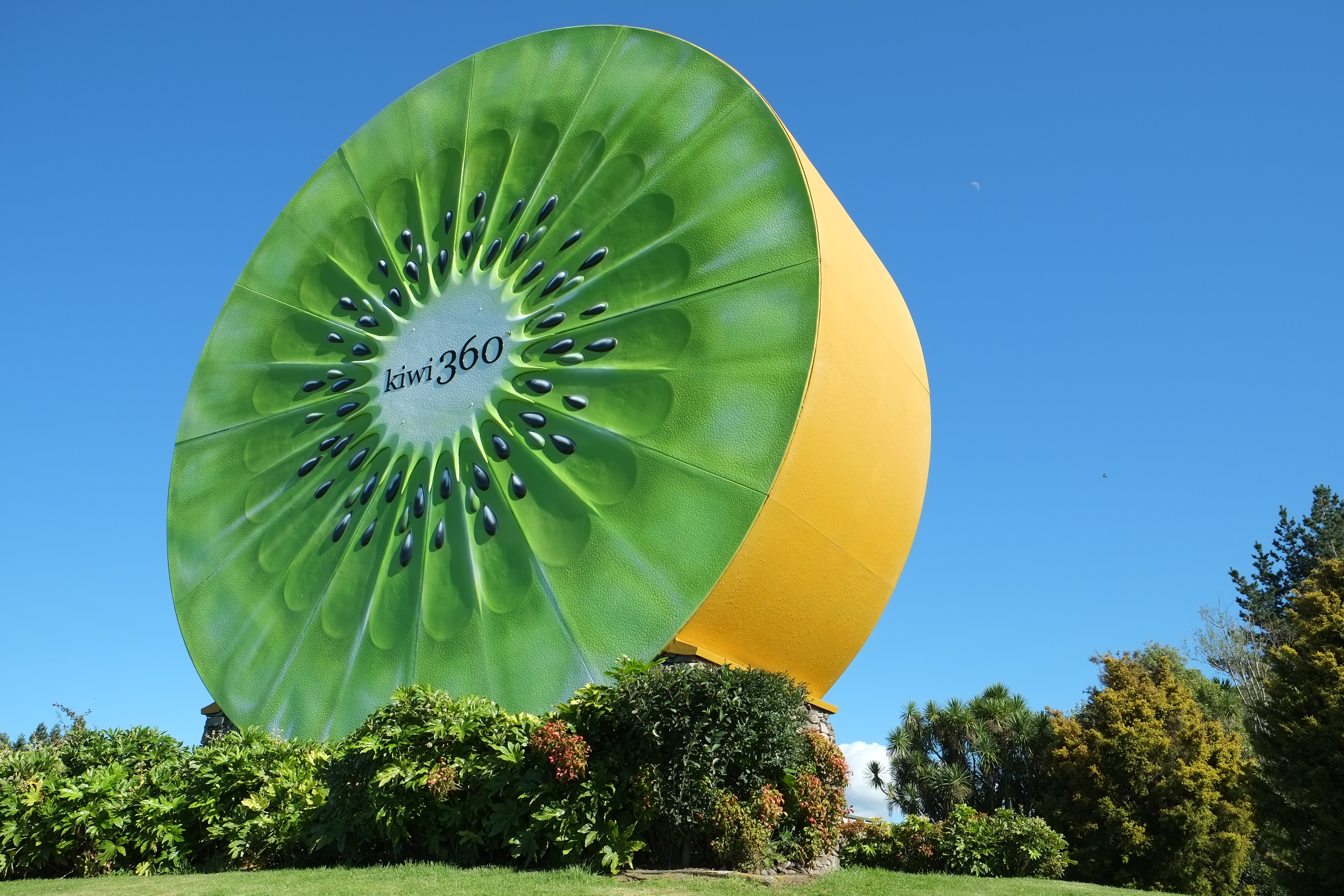
Велетенська скульптура ківі в Новій Зеландії